# 노기역 (도치기현)
노기역(일본어: 野木駅)은 일본 도치기현 시모쓰가군 노기정에 있는 동일본 여객철도 도호쿠 본선의 역이다. 우쓰노미야 선 구간에 포함되어 있다.

## 타는 곳
| 1 | ■ 우쓰노미야 선    | (하행)             | 오야마 · 우쓰노미야 · 구로이소 방면      |
| 2 | ■ 우쓰노미야 선    | (상행)             | 오미야 · 우에노 방면                     |
| 2 | ■ 쇼난 신주쿠 라인 | (요코스카 선) 직통 | 오미야 · 신주쿠 · 요코하마 · 오후나 방면 |

## 이용 현황
| 승차 인원 추이 | 승차 인원 추이      |
| 연도           | 하루 평균 승차 인원 |
| -------------- | ------------------- |
| 2000           | 6,317               |
| 2001           | 6,228               |
| 2002           | 6,141               |
| 2003           | 6,172               |
| 2004           | 6,139               |
| 2005           | 6,051               |
| 2006           | 5,996               |
| 2007           | 5,923               |
| 2008           | 5,891               |
| 2009           | 5,741               |
| 2010           | 5,579               |

## 역 주변
- 아시카가 은행 노기 지점
- 도치기 은행 노기 지점
- 노기 정청
- 노기 병원

## 인접 정차역
| 동일본 여객철도 도호쿠 본선 | 동일본 여객철도 도호쿠 본선    | 동일본 여객철도 도호쿠 본선 |
| --------------------------- | ------------------------------ | --------------------------- |
| 고가 아타미 방면            | ■ 보통 ■ 쇼난 신주쿠 라인 보통 | 마마다 구로이소 방면        |